# III Юлиев Альпийский легион
III Альпийский Юлиев легион (лат. Legio III Iulia Alpina) — один из легионов поздней Римской империи.
Легион был основан, по всей видимости, императором Константом. Своё прозвище он получил, как кажется, от названия Юлийских Альп, где был создан и/или находился изначально, или от номена Константа «Юлий».
III Альпийский Юлиев легион был, очевидно, размещен с легионами I Альпийским Юлиевым и II Альпийским Юлиевым в провинции Коттские Альпы. В начале V века, согласно Notitia Dignitatum, он там и пребывал и находился под командованием магистра пехоты. III Альпийский Юлиев легион относился к комитатам. Позже он был передислоцирован в Италию.